# Jan Roubal
Jan Roubal (* 16. August 1880 in Chudenice; † 23. Oktober 1971 in Prag) war ein tschechischer Entomologe und Pädagoge.

## Leben
Nach dem Abschluss des Gymnasiums in Klatovy studierte Roubal Naturwissenschaften, Mathematik und Physik an der Philosophischen Fakultät der Karls-Universität Prag, an der dortigen Medizinischen Fakultät besuchte er außerdem Vorlesungen der Anatomie und der Embryologie. Nach Beendigung seiner Studien lehrte Roubal zunächst am Akademischen Gymnasium Prag. Weitere Stationen seiner Tätigkeit als Gymnasiallehrer waren bis 1919 das Gymnasium Roudnice nad Labem sowie die Realschulen in Prag und Příbram. 1919 wurde Roubal zum Direktor des Mädchengymnasiums in Banská Bystrica ernannt. In dieser Zeit engagierte sich Roubal aktiv für den Naturschutz und gehörte zu den Gründern der Gesellschaft für Naturschutz und gegen Tierquälerei Banská Bystrica, deren Vorsitz er ab 1927 innehatte. Am Gymnasium baute er eine naturwissenschaftliche Sammlung auf. Nach den Ereignissen vom Herbst 1938 und der Autonomie der Slowakei kehrte er noch 1938 in den tschechischen Landesteil zurück und wurde bis zu seiner Pensionierung im Jahre 1940 Direktor eines Prager Gymnasiums. Anschließend lebte er zusammen mit seiner Tochter in Prag.
Seine letzte Ruhestätte befindet sich an der Friedhofskapelle der hl. Anna bei Chudenice. In seinem Geburtsort wird er in einer Ausstellung im Alten Schloss gewürdigt.

## Forschungen
Den Schwerpunkt seines Wirkens bildete die Entomologie. Daneben betätigte er sich auch als Botaniker, Geologe und Naturschützer. Roubal war stellvertretender Vorsitzender der Tschechoslowakischen Entomologischen Gesellschaft an der Tschechoslowakischen Akademie der Wissenschaften und wurde zum Ehrenmitglied der Gesellschaft ernannt. Er unternahm Forschungsreisen nach Südrussland, den Kaukasus, den Balkan und an die Adria. Roubal veröffentlichte mehrere hundert Abhandlungen in verschiedenen Sprachen. Sein Hauptwerk ist der dreibändige Katalog der Käfer der Slowakei und östlichen Karpaten.
Roubals Sammlung von 80.000 Insekten, darunter einzigartigen Exemplaren, gehört heute zum Fundus des Slowakischen Nationalmuseum in Bratislava, seine wissenschaftliche Bibliothek befindet sich Bestand der Akademie der Wissenschaften der Tschechischen Republik.

## Werke
- Katalog Coleopter Slovenska a Východních Karpat na základě bionomickém a zoogeografickém a spolu systematický doplněk Ganglbauerových "Die Käfer von Mitteleuropa" a Reitterovy "Fauna germanica", Prag, Druckerei des Protektorates Böhmen und Mähren, 1937–1941